# Élie Bourgois
Élie Louis Bourgois (Roubaix, 5 gennaio 1881 – Croix, 2 giugno 1946) è stato un ginnasta francese.
Partecipò ai Giochi olimpici del 1900 di Parigi dove arrivò quarantatreesimo nella gara degli esercizi combinati.